# Liste der Monuments historiques in Bersée
Die Liste der Monuments historiques in Bersée führt die Monuments historiques in der französischen Gemeinde Bersée auf.

## Liste der Bauwerke
| Bezeichnung                       | Beschreibung                  | Standort | Kennzeichnung | Schutzstatus | Datum | Bild           |
| --------------------------------- | ----------------------------- | -------- | ------------- | ------------ | ----- | -------------- |
| Glockenturm der Kirche St-Etienne | Erbaut im 16./17. Jahrhundert | (Lage)   | PA00107377    | Inscrit      | 1968  | weitere Bilder |

## Liste der Objekte
- Monuments historiques (Objekte) in Bersée in der Base Palissy des französischen Kultusministeriums